# 松永かなみ
松永 かなみ （まつなが かなみ、1990年7月6日 - ）は、日本の女優、タレント。東京都出身、オスカープロモーション所属。日本大学芸術学部卒。

## 人物・来歴
- 趣味 : 三味線、バイオリン
- 特技 : サクソフォーン、クラシックバレエ（3歳から）
- Nansho Kidsに七瀬もも名義で在籍。
- オフィス・メイに所属する若手5人組で結成されたユニットFu-Fuのメンバーとして、路上ライブなどの活動をしていたが、2009年10月にグループから脱退。同時にグループ自体も解散した[1]。
- 2013年2月、第1回「美ジネスマン&美ジネスウーマンコンテスト」に出場。マルチメディア賞を受賞しオスカープロモーションに所属する。ちなみにコンテスト応募時は「岡本千明」名義だった[2]。

## 出演

### テレビドラマ
- マイ☆ボス マイ☆ヒーロー（2006年7月〜9月、日本テレビ） - 結城明美 役
- P&Gパンテーンドラマスペシャル かるた小町（2008年2月11日、フジテレビ）- エリ 役

### その他テレビ番組
- オンバト+ チャンピオン大会（2014年3月22日、NHK総合テレビ） - アシスタント[3]

### 映画
- Barre chords / バレーコード（2016年2月12日、コンテンツセブン） - 安西裕子 役

### CM
- ユニクロ 「UNIQLOCK」（店頭、ウェブサイト）
- ジョンソン・エンド・ジョンソン 「アキュビュー アドバンス」
- パナソニック 「パルックボール プレミアQ」（2008年）
- アクサダイレクト生命保険「頼れるね篇」（2014年）[4]
- ハズキルーペ（2018年 - ）

### 舞台
- エヴリデイ・エヴリナイト（2008年10月、深川江戸資料館小劇場） - 主演・望月都役
- 高麗犬おるん -花モ嵐モ-（2009年9月、シアターサンモール） - 主演・おるん役
- 南太平洋(2015年7月、天王洲銀河劇場他)

### PV
- 東京事変「閃光少女」（2007年）
- 稲葉浩志「泣きながら」（アルバム『Singing Bird』所収、2014年）
- amazarashi「季節は次々死んでいく」（2015年）